# 이평세
이평세(1959년 3월 22일~ )는 캘리포니아 대학교 버클리 생명공학, 생물물리학, 전기/컴퓨터공학과의 석좌교수로서 나노, 바이오 및 광학이 융합된 새로운 학문 분야인 나노바이오포토닉스를 선도적으로 개척해오며 국제적으로 연구 활동을 이끌고 있다. 이평세는 Royal Society of Chemistry(2010)와 American Institute of Medical and Biological Engineering(2012)의 펠로우로 선정이 되었다. 또한 플라즈몬 공명 에너지 전달현상의 최초 발견 및 유전자 발현조절과 분자 이미징을 위한 양자 나노바이오광학 기술의 개발로 말미암아 William J. Morlock Award (2009) 및 호암상(2010)을 수상하였다.

## 교육 및 경력
이평세는 아버지 시인 이상로와 어머니 하복순의 삼형제 중 막내로 태어났으며 아버지가 사망 후 어머니, 형제와 함께 고등학생 시절 1976년에 미국으로 이주했다. 이평세는 서울에서 유년기를 보냈고 강남초등학교, 상도중학교를 졸업하고, 서울고등학교를 다니다가 미국으로 이주 뒤 콜로라도 스프링스에 있는 와슨(Wasson)고등학교를 졸업하였다. 1996년 UC 버클리대학 생물물리학과를 졸업하였으며 2000년에는 동 대학 응용물리학(주전공) 및 바이오공학(부전공) 박사학위를 취득하였다. 이평세의 박사학위 주제는 “Key Elements of BioPOEMS: Biomedical Polymer Opto–Electro- Mechanical Systems”였다. 박사학위 취득 전 1999년 UC 버클리 생명공학과 조교수가 되었으며. 2005년에는 생명공학과 정교수 및 Lester John and Lynne Dewar Lloyd 석좌교수, 생물물리학과 교수가 되었다. 2006년부터 2007년까지 스위스취리히연방공과대학(ETH)에서 시스템나노바이올로지 석좌교수를 역임하였다. 이평세는 또한 UC 버클리에서 전기공학/컴퓨터과학과의 교수를 겸하고 있다.
학문적 경력에 앞서, 이평세는 집적된 광전자 시스템 및 초전도 전자 소자에 대한 10년 이상의 광범위한 연구 개발 및 산업체 경험을 가지고 있다. 1980년대 후반에 이평세는 TRW Inc의 기술직원으로서 레이저 홀로그래피, 양자-우물 표면 발광레이저, Nb기반 조셉슨 터널링 접합 소자, 초전도양자간섭 소자(SQUID)와 관련된 일을 수행하였다. 1990년대 초반 Conductus Inc.에서 고온 초전도체 양자 간섭 자력계, 고온초전도 조셉슨 소자 및 생체 자기신호 센서 개발과 관련된 일을 수행하였다.

## 수상 및 영예
- 2003 National Science Foundation Career Award
- 2005 National Academies Keck Futures Initiative Award
- 2005 The Lester John and Lynne Dewar Lloyd Distinguished Professorship
- 2008 IEEE The William J. Morlock Award
- 2009 Siebel Scholar Award
- 2010 The Ho-Am Prize
- 2010 Fellow of The Royal Society of Chemistry
- 2010 Arnold and Barbara Silverman Distinguished Professorship
- 2010 Human Frontier Science Program Award(with Chambers, Schroeder, and Wandless)
- 2012 Fellow of American Institute of Medical and Biological Engineering

## 가족사항
이평세는 Joseph K. Lee씨와 Hannah S. Lee씨의 딸인 Audrey J. Lee씨와 결혼을 하여 슬하에 두 딸(Eunice and Hannah)이 있다.